# Kaito (software)
KAITO (カイト KAITO - CRV2) es un banco de voz para el programa VOCALOID, lanzado originalmente el 14 de febrero de 2006. Posteriormente, volvió a ser lanzado el 17 de febrero del mismo año. Es la primera voz masculina japonesa desarrollada por Yamaha y la segunda voz masculina para el programa. KAITO V1 fue desarrollado originalmente por Yamaha Corporation y fue distribuido por Crypton Future Media. KAITO V1 utiliza el antiguo sistema VOCALOID, el antecesor de VOCALOID2, no fue hasta el año 2013 cuando fue actualizado para el motor VOCALOID3, sin embargo, la voz de KAITO V3 pasó a ser desarrollada y distribuida por Crypton Future Media. La actualización a KAITO V3 incluye nuevas librerías de voz. Naoto Fūga prestó su voz para esta librería de voz.
El nombre del producto fue elegido por el público y "KAITO" fue seleccionado de entre los solicitantes, fue propuesto por el compositor shu-TP. Una de las razones por las que se eligió el nombre "KAITO" era porque sería fácil pronunciarlo para las personas que no hablan japonés, y parecía apropiado el nombre "MEIKO" cuando ellos fueron puestos uno junto al otro en el mercado.

## Historia
El 24 de julio de 2003, en el álbum "History Logic of System", incluía la canción llamada "Ano Subarashii Ai wo Moo Ichido" (Ese maravilloso amor una vez más), es la primera vez comercialmente en la que una canción es cantada por 2 bancos de voz japoneses. Esas voces eran la versión prototipo de KAITO y MEIKO, anteriormente llamados Hanako y Taro (Hanako para MEIKO y Taro para KAITO). Estos bancos de voz fueron desarrollados para la primera versión del sintetizador VOCALOID, antes de su lanzamiento comercial.
MEIKO vendió más de 3,000 unidades en su primer año según la revista DTM, esto era anormal para un sintetizador de software en ese momento. Esto fue mucho mejor que con KAITO que fue un fracasó comercial con sólo 500 unidades vendidas. Para tener éxito, un sintetizador de software tenía que vender mínimo 1,000 unidades.
El fracaso comercial inicial de KAITO fue una de las razones principales por las que otros Vocaloids masculinos no se desarrollaron durante mucho tiempo después de su liberación. No fue hasta el lanzamiento del banco de voz para Vocaloid2Hatsune Miku (de Crypon Future Media) a mediados de 2007 que sus ventas se elevaron al igual que las de MEIKO.

### Actualización
Crypton Future Media anunció en Twitter que estaban desarrollando una nueva versión de KAITO llamado "KAITO Append", lo que dio a conocer que el desarrollo del banco de voz de KAITO pasó a manos de Crypton Future Media. La grabación de la voz de Naoto Fuuga comenzó el 9 de diciembre de 2010. Se habían confirmado temporalmente nuevas variaciones de la voz original llamadas "Mellow", "Sweet", "Solid" y "Power".
El primer uso comercial de KAITO Append fue en el álbum "VOCALOID Minzoku kyoku shuu"(VOCALOID 民族 调曲集), que cuenta con KAITO Append cantando la canción "Sen nen no dokusou uta" (千年の独奏歌). Más adelante, se usaron los voicebanks "Normal, Soft, y Whisper" cantando "Lost destination" con Kagamine Len Append.
Sin embargo, MEIKO Append, junto con KAITO Append, estaban destinados a ser del motor Vocaloid2, pero se retrasó aún más debido a que Yamaha anuncio una nueva actualización del motor llamada Vocaloid3 y sus voicebanks no se habían finalizado aún.
KAITO Append fue cancelado para realizar nuevas grabaciones para Vocaloid3.

### KAITOV3
El 13 de abril de 2011, se confirmaron seis expresiones vocales, dos de los cuales fueron retiradas y los restantes estaban siendo desarrollados hasta obtener la versión final. Los bancos de voz de la serie CV (Character Vocal) Append (Hatsune Miku, Kagamine Rin & Len y  Megurine Luka) se habían desarrollado a partir de la interpretación vocal de la voz de sus proveedores, la nueva versión KAITO se desarrolló mediante la grabación con efectos de eco y también con la fuerza y la tensión vocal. Los nuevos voicebanks de KAITO, (Vivid, Solid y Power) se grabaron con nuevos micrófonos de alta tecnología a través de series de prueba.
El 11 de mayo de 2011, Crypton notificó a Yamaha el progreso de desarrollo de KAITO V3, cuyas demostraciones se encontraban retrasadas, Crypton se disculpó con sus fans por el lento desarrollo. 
El 28 de mayo de 2011, demos de KAITO V3 Whisper y Energic, junto con Miku English fueron publicados en la plataforma Nico Nico Douga. La confirmación también anunció el progreso de MEIKO V3 y Megurine Luka V3. El 3 de junio de 2011, la demostración de la canción "Karakuri dokei to koi no hanashi" fue lanzada con la versión completa de KAITO V3 Soft.
En diciembre de 2012 las canciones de demostración de KAITO V3 fueron publicadas en la página oficial de Crypton. El paquete KAITO V3 contiene los voicebanks llamados "Straight, Soft y Whisper" junto con su voicebank en inglés, "Kaito English"
KAITO V3 fue puesto en venta desde el 15 de febrero de 2013 a un precio de ¥16.800.

## Versiones
| Paquete  | Librería | Género musical recomendado    | Tempo recomendado | Tesitura vocal |
| -------- | -------- | ----------------------------- | ----------------- | -------------- |
| KAITO    | KAITO    | Pop, Enka, Dance, Rock        | S/R               | S/R            |
| KAITO V3 | Straight | Folk, Pop, Rock               | 90-200BPM         | B1-C3          |
| KAITO V3 | Soft     | Soft Rock, Folk, Ambient      | 80-180BPM         | D2-B2          |
| KAITO V3 | Whisper  | Ballads, Jazz, Soul           | 65-150BPM         | F2-D3          |
| KAITO V3 | ENG      | Crossover, Dance, Electrónica | 70-190BPM         | B1-B2          |

## Diseño del Personaje
El diseño del personaje fue hecho por Takashi Kawasaki. Crypton no publicó sus diseños. Como MEIKO, el no estuvo hecho para tener una apariencia o personalidad. Esto también fue notable cuando Crypton sacó KAITO V3,´con KEI diciendo que la intención de las series "Character Vocal" .Esto llevó a que las actualizaciones de MEIKO y KAITO tuvieran una manera de desarrollo completamente diferente comparada con el resto de los appends: Miku, Rin, Len Y Luka. El ejemplo fue hecho por Takashi Kawasaki. Es la primera voz japonesa en tener una ilustración.
La apariencia de KAITO destaca su pelo corto color azul violáceo, sus ojos azul marino y su piel blanca. De su ropa destacan su capa blanca con detalles en azul y dorado; debajo de la capa usa una camisa negra, además utiliza una bufanda de seda, la cual es azul; usa guantes negros; viste pantalón color gris oscuro, acompañados de unas botas negras con detalles en azul eléctrico.
Su apariencia es la contraparte de MEIKO
Siguiendo el ejemplo de Hatsune Miku, KAITO se hizo popular por su relación con el helado Häagen-Dazs y la cerveza Budweiser Light.

## Mercadeo
Conciertos
KAITO junto con Hatsune Miku, Kagamine Rin y Len, Megurine Luka y MEIKO han hecho su apariencia en varios conciertos holográficos alrededor del mundo.
Figurillas
KAITO tiene varias figuras basadas en él, al igual que llaveros u otros objetos, por cortesía de la empresa Good Smile Company.
Videojuegos
KAITO es un personaje principal jugable en la serie de videojuegos Hatsune Miku: Project DIVA.

## Uso
KAITO y MEIKO están diseñados para ser la voz profesional para músicos profesionales.
La voz de KAITO se calcula para ser constante, directa y adecuada para cualquier género musical. El está en condiciones de cantar cualquier cosa, desde Pop, Rock, Jazz, R&B hasta canciones para niños. Su tono general de voz es más fluido.
Vocaloid tiene algunas funciones que Vocaloid2 no tiene, como la resonancia. Diferentes usuarios pueden utilizar el voicebanks de manera muy diferente y se puede producir una amplia gama de resultados diferentes de los mismos voicebanks con su edición posterior mediante resonancias y otras funciones.
KAITO había sido lanzado para el VOCALOID 1,0. Los usuarios que utilicen VOCALOID 1,0 lo pueden actualizar por medio de parches. Hay muchas diferencias entre las Versiones 1.0 y 1.1, y suenan de forma diferente, incluso si se ha editado de la misma manera. Las diferencias principales son canto, tiempos y estilo.